# Jean Mercier (imprimeur)
Jean Mercier, est un écrivain, musicien et imprimeur lyonnais, né au XVIIe siècle.

## Biographie
Il composa d'agréables petites pièces en vers, des noëls, des chansons, des épithalames et des poésies de sociétés complètement perdus aujourd'hui.
Il se disait « symphoniste », comme jouant de plusieurs instruments. Il se fit remarquer par son habileté de hautboïste ; c'est à ce titre qu'il fut engagé au premier opéra de Lyon, l'Académie Royale de Musique, fondée en 1688 par Le Gay et qui était installée dans un jeu de paume de la rue du Garet jusqu'à son incendie en 1689. Il faisait déjà partie de l'orchestre depuis l'année précédente avec quatre autres hautboïstes.
Il exerça la profession d'ouvrier imprimeur, dans l'atelier des librairies Carteron, sans doute chez Jean et Jacques Carteron.
Certains de ses biographes prétendent qu'il fut d'abord simple ouvrier imprimeur, puis garçon de librairie et s'établit enfin comme maître imprimeur, Montée du Gourguillon.
Il imprima sa méthode pour apprendre l'orthographe en 1685 est une grammaire tirée au sort par demande et réponse. La grammaire est divisée en trois parties et répartie en questions et réponses. Les deux joueurs choisissent une partie. A la fin de chaque partie se trouve une table de six colonnes, divisée elle-même en 24 carrés ; dans chaque carré, il y a une question et le numéro de la règle à expliquer. Un des joueurs fait tourner le toton ou jette les dés. Le chiffre étant obtenu, l'adversaire posera la question du tableau correspondant au numéro sorti. Si le joueur ne peut y répondre, l'adversaire marque un point, après que le perdant a lu la règle à haute voix. La table stéganographique est composée de treize alphabets séparés les uns des autres par de petits carrés. Le premier à gauche est en lettres capitales. On convient alors d'un mot dit de guet, que l'on écrit sur un papier, AIMER, par exemple, et pour chaque lettre qu'on a à traduire on prend la lettre correspondante dans chacune des petites cases placées sur le même rang que les initiales du mot de guet. Ainsi, si l'on veut traduire le mot VIVRE, on prend dans le rang où se trouve la lettre A, la lettre V, à laquelle correspond la lettre e, on obtient finalement en opérant de même pour les lettres suivantes la transcription e & n f &.
Sa méthode pour écrire en secret qu'il fit paraître dans le même ouvrage que sa grammaire est tout à fait applicable et pourrait rendre des services pour le chiffre.